# 解放东路 (桂林市)
解放东路是一条位于桂林市秀峰区的东西向城市主干道。西起十字街，接解放西路，东至解放桥西端，长560米。

## 历史
明代，称水东街。
清代，东段称东门大街或水东门街，西段称后库街。
民国15年（1926年），改称桂东路。
民国35年（1946年）10月，取蒋中正之名，更名中正东路，民间称桂东街。
1950年2月，更名解放东路。车行道宽12米，沥青路面，两侧人行道宽3.6米，三合土结构。
2001年，道路改造后，道路红线50米，双向六车道。